# Cornelis Decker
Cornelis Decker (Haarlem, 1619 - Haarlem, 23 de març de 1678) va ser un pintor neerlandès que va pertànyer a l'Edat d'Or holandesa, especialitzat en pintura de gènere i paisatge. Va estar actiu entre 1643, quan es va incorporar al gremi de Sant Lluc, i el 1678.

## Biografia
Decker va fer principalment paisatges, sovint amb arquitectura i els interiors de tallers amb els elements del gènere.
L'artista era possiblement un alumne de Salomon van Ruysdael i un seguidor del seu nebot Jacob van Ruisdael i també va continuar l'estil de Jan Wijnants. Va contreure matrimoni el 3 de maig de 1637.
Va col·laborar amb Johannes Lingelbach i Philips Wouwerman als qui va pintar alguns paisatges. Entre les seves obres, signades amb el monograma CD, poden citar-se El taller del teixidor del Museu Boijmans Van Beuningen a Rotterdam o el Paisatge amb pastors del Museu del Prado a Madrid, o El taller de teixit del Rijksmuseum d'Amsterdam signat «C.Decker, 1659».

## Galeria

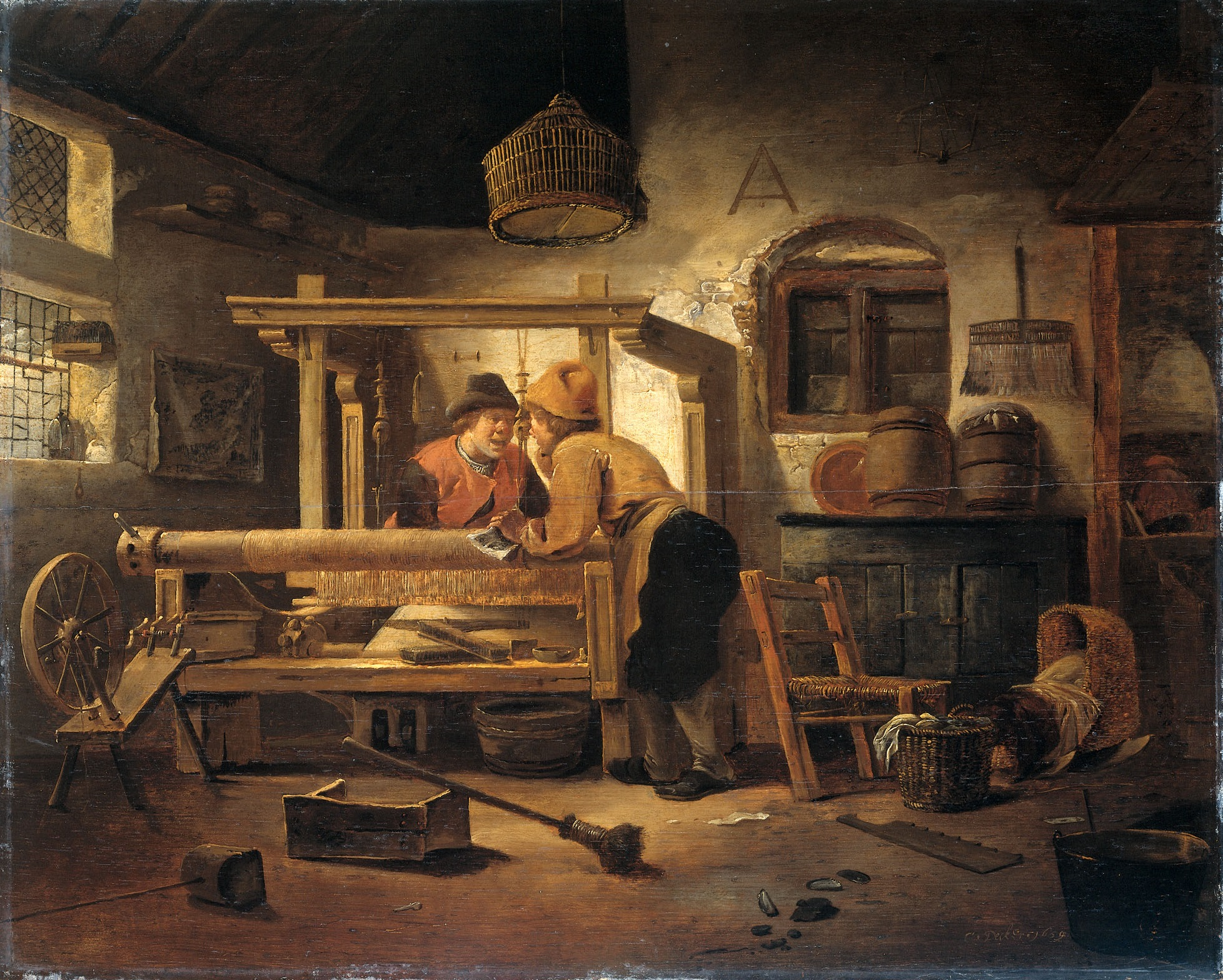
El taller de teixit (1659).
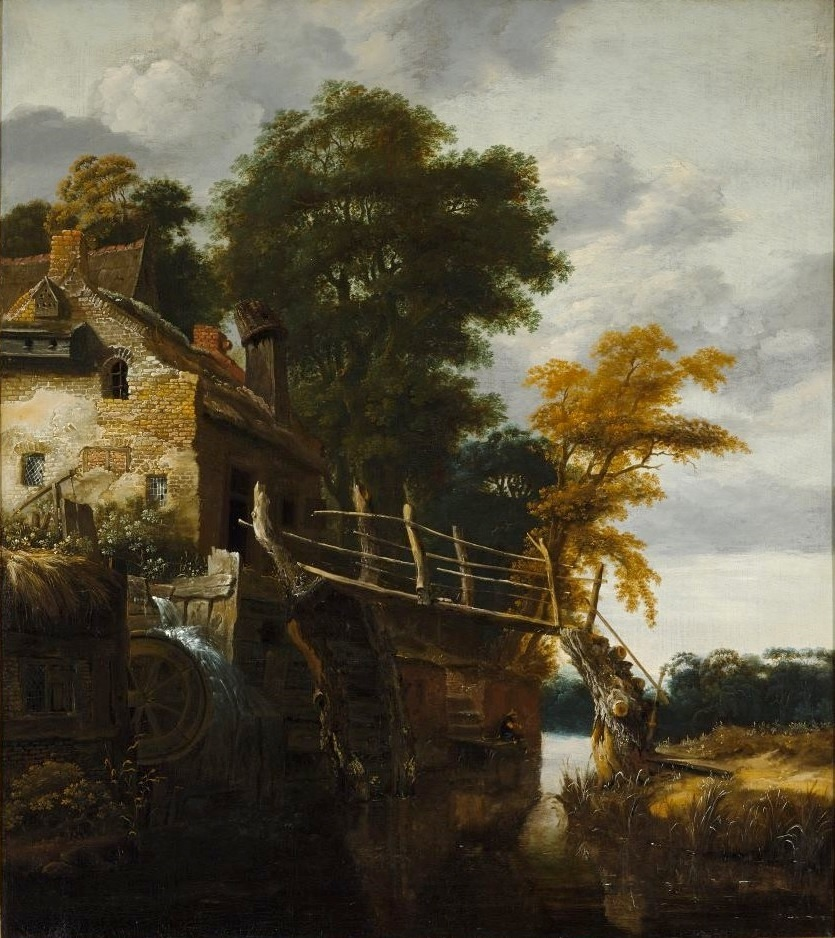
Paisatge (1635-1678).
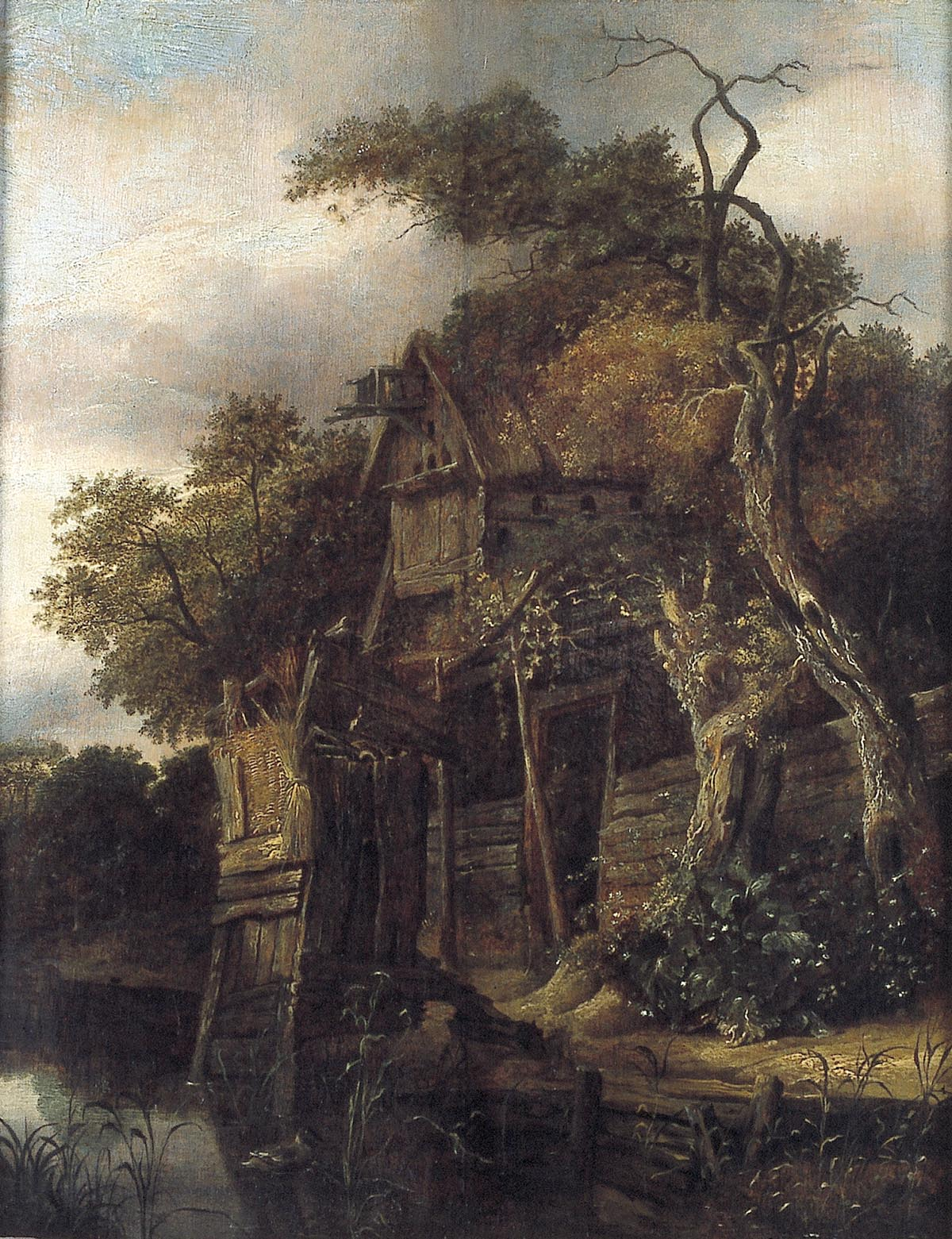
Landschap met houten hut aan het water (1635-1678).
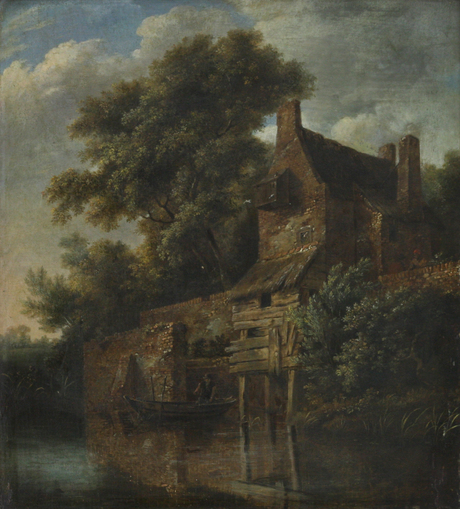
Paisatge (Segle XVII)
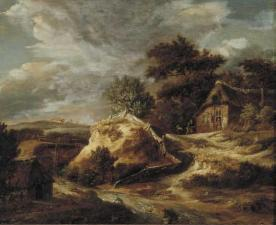
Paisatge amb dunes (1654)